# Kårsta kyrka
Kårsta kyrka är en kyrkobyggnad som sedan 2006 tillhör Össeby församling, Stockholms stift. Den ligger i den gamla kyrkbyn Kårstaby i Vallentuna kommun, cirka 2,5 km väster om tätorten Kårsta och 22 km nordost om Vallentuna.

## Kyrkobyggnaden
Kyrkan är byggd av gråsten och består av ett långhus med rakt kor i öster. Norr om koret finns en sakristia och vid långhusets sydvästra sida finns ett vidbyggt vapenhus. Alla byggnadsdelar täcks av skifferklädda sadeltak. I kyrkans västra gavel, cirka fem meter högt, vid takfallet, sitter en runsten inmurad i väggen. Den berättar om Alrik, Hultrik och Ödin som reste stenen till minne av Helge.

### Tillkomst och ombyggnader
Första kyrkan på platsen uppfördes möjligen på 1200-talet och var troligen en träkyrka med en sakristia av sten. År 1303 nämns Kårsta socken för första gången. Nuvarande kyrka uppfördes vid slutet av 1400-talet och föregående kyrkas sakristia bevarades. Vapenhuset i söder tillkom omkring 1500. Sedan dess har kyrkans exteriör varit närmast oförändrad, bortsett från att fönstren förstorades vid 1700-talets mitt och under 1800-talets första hälft.
Under 1850-talet byggdes läktare och orgelfasad. Vid en restaurering åren 1900 - 1901 gjordes vapenhuset om till begravingskapell och södra ingången murades igen. Yttertakens beläggning byttes ut från spån till skiffer. Kyrkan restaurerades omfattande under ledning av Evert Milles år 1954, varvid målningsdekor från 1901 överkalkades, den södra ingången öppnades åter och man ändrade bänkinredning och läktarbröstning.  

## Inventarier
- Predikstolen av furu i renässansstil tillverkades på 1600-talet.
- Altaret av tegel tillkom vid restaureringen 1900-1901.
- Över kyrkans altare hänger ett altarskåp från 1400-talets slut som består av ett mittparti och två flyglar som är dekorerade med snidade och förgyllda träfigurer. Skåpet restaurerades hårt när kyrkan renoverades 1900.
- Dopfunten i granit är tillverkad år 1952. I kyrkan finns den nedre delen av en dopfuntsfot i kalksten som fanns i den tidigare träkyrkan.

## Orgel
Kyrkan har en läktarorgel i väster. Den ersatte en äldre orgel från 1850 och byggdes 1938 av John Vesterlund varvid den äldre orgelns fasad återanvändes. Den har arton stämmor, två manualer och pedal. 

### Diskografi
- Orgelliv : sju sekel i Stockholms stifts kyrkor / redaktör: Christina Nilsson ; foto: Magnus Aronson, Mats Åsman. Stockholm: Kulturhistoriska bokförlaget. 2012. Libris 13609452. ISBN 978-91-87151-04-0 - Innehåller CD med musik på kyrkans orgel framförd av Marcus Torén.

## Omgivning
- Omkring 150 meter väster om kyrkan, uppe på en höjd, står klockstapeln som uppfördes år 1762. Möjligen var det en äldre klockstapel som då byggdes om. Den fick sitt nuvarande utseende vid en ombyggnad 1862. Stapeln är byggd som en klockbock och är klädd rödfärgad panel. Från början var den troligen en öppen konstruktion. År 1972 fick den ny takbeläggning med plastbelagd, förzinkad plåt. Av stapelns båda klockor är storklockan tillverkad år 1511 och lillklockan år 1764.
- Kyrkogårdens nuvarande ingång från landsvägen vid norra sidan togs upp år 1831 och försågs med gråstensstolpar. Tidigare fanns tre stigluckor. En stiglucka vid södra sidan var av trä och togs bort år 1792. Av de övriga två fanns den ena på västra sidan och den andra på norra sidan.

## Bildgalleri

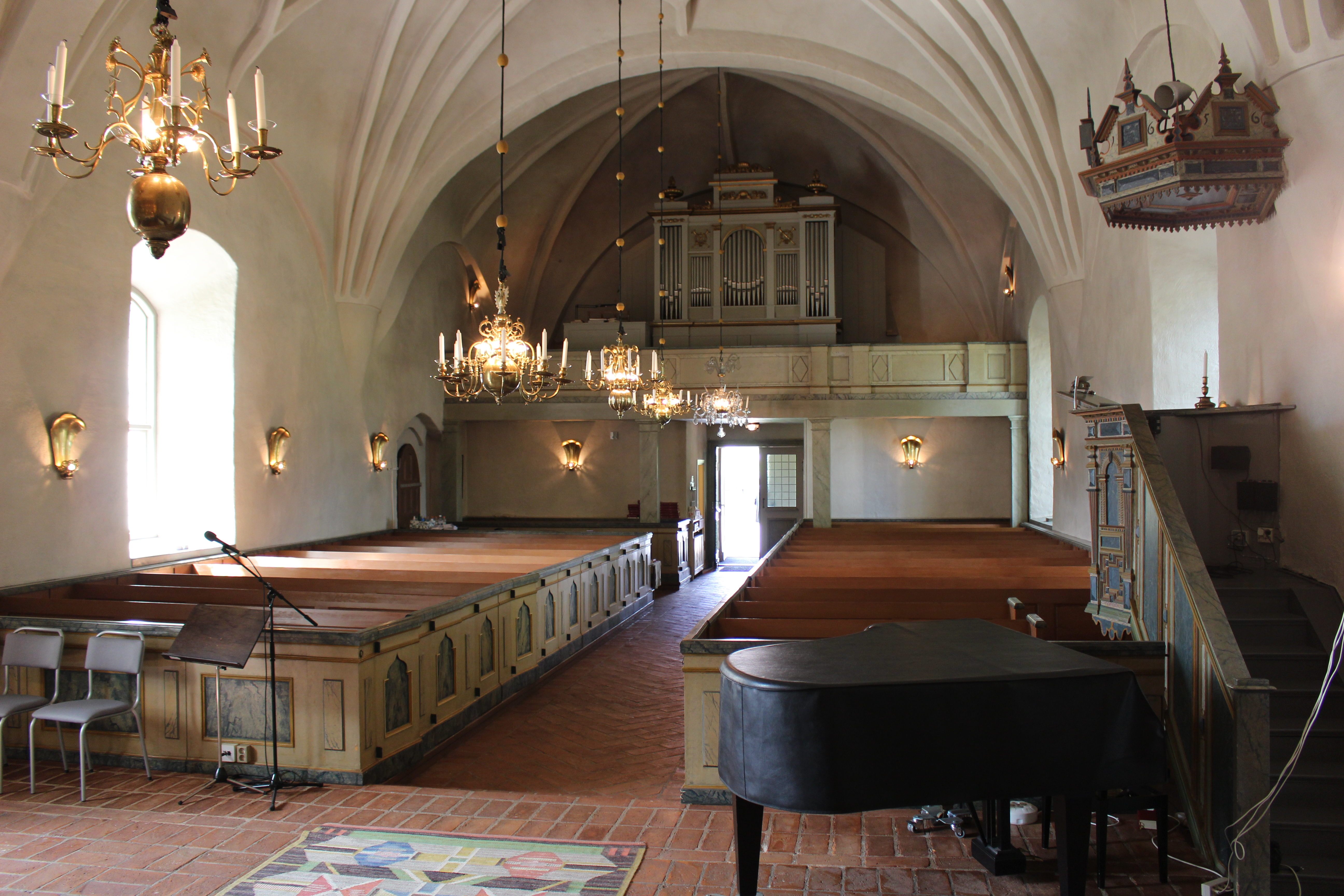
Kyrkorum mot orgelläktare
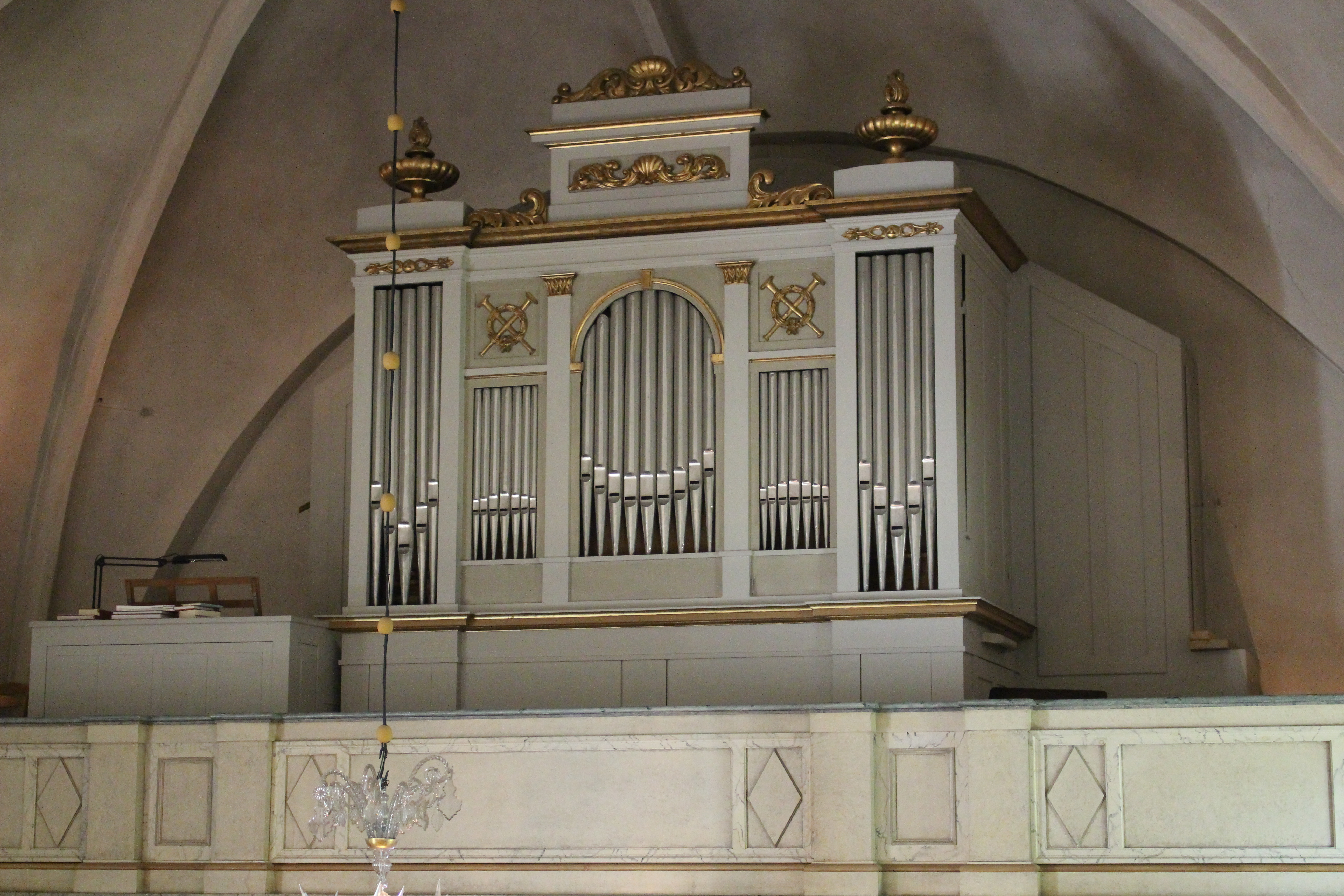
Orgel
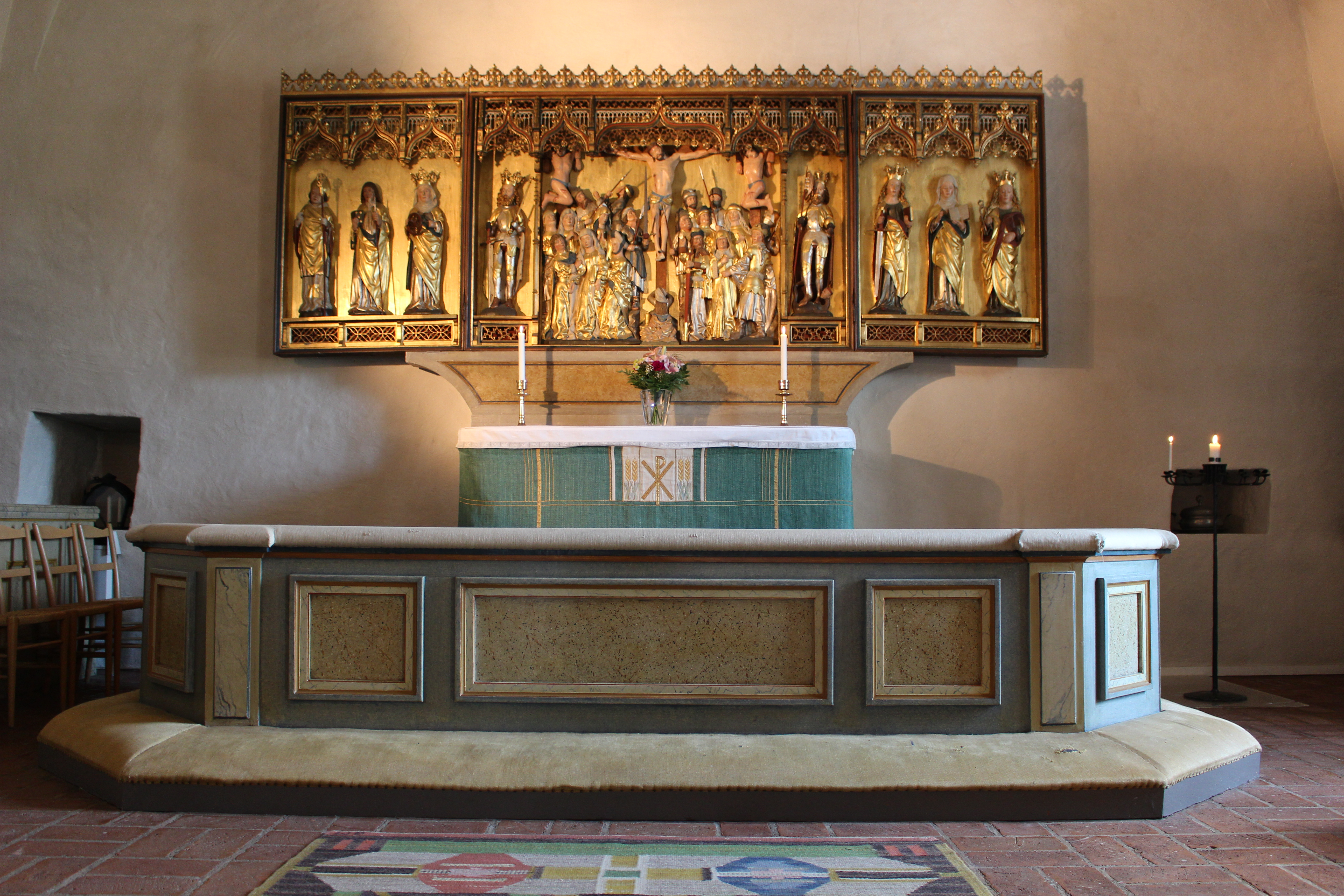
Kor och altare
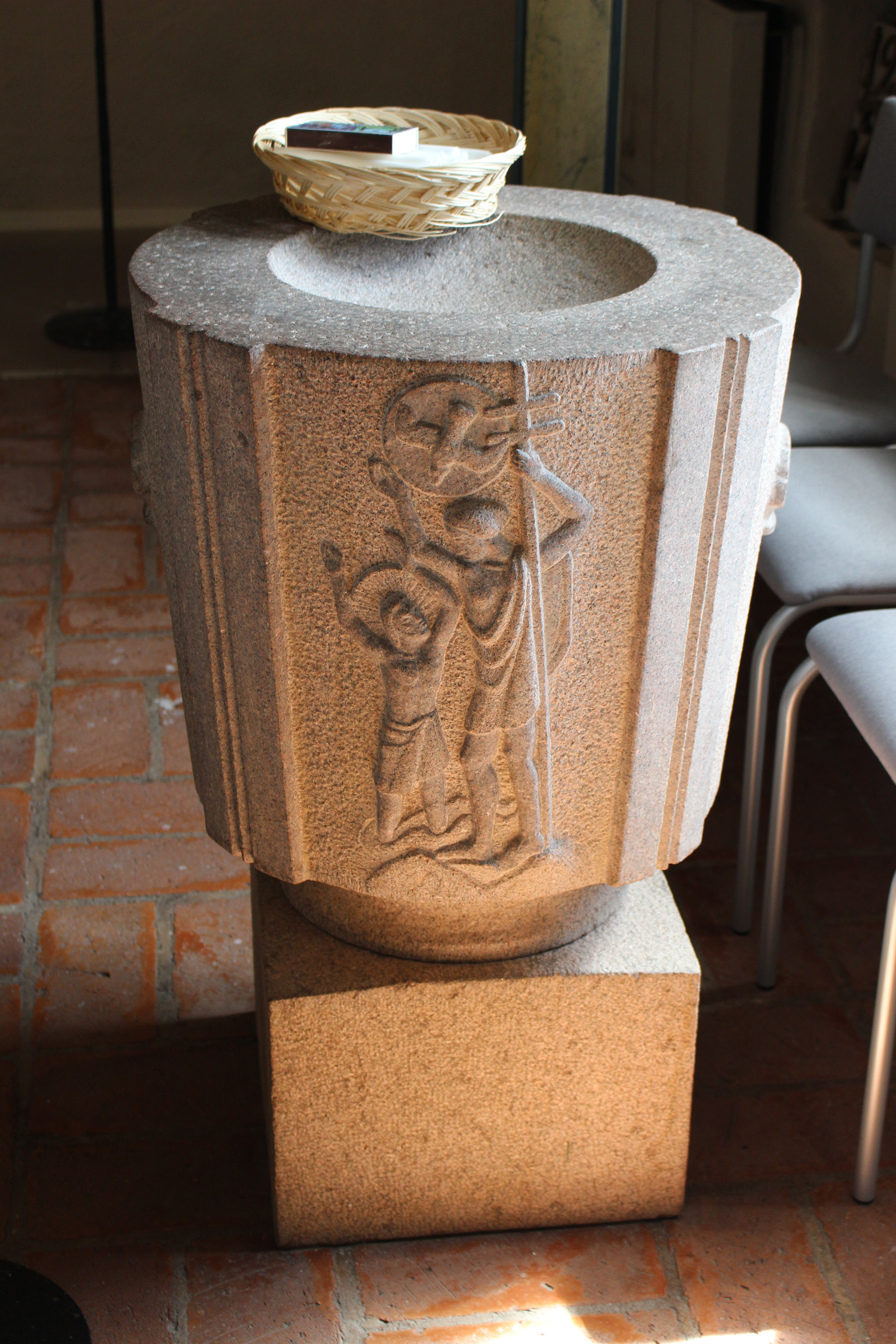
Dopfunt
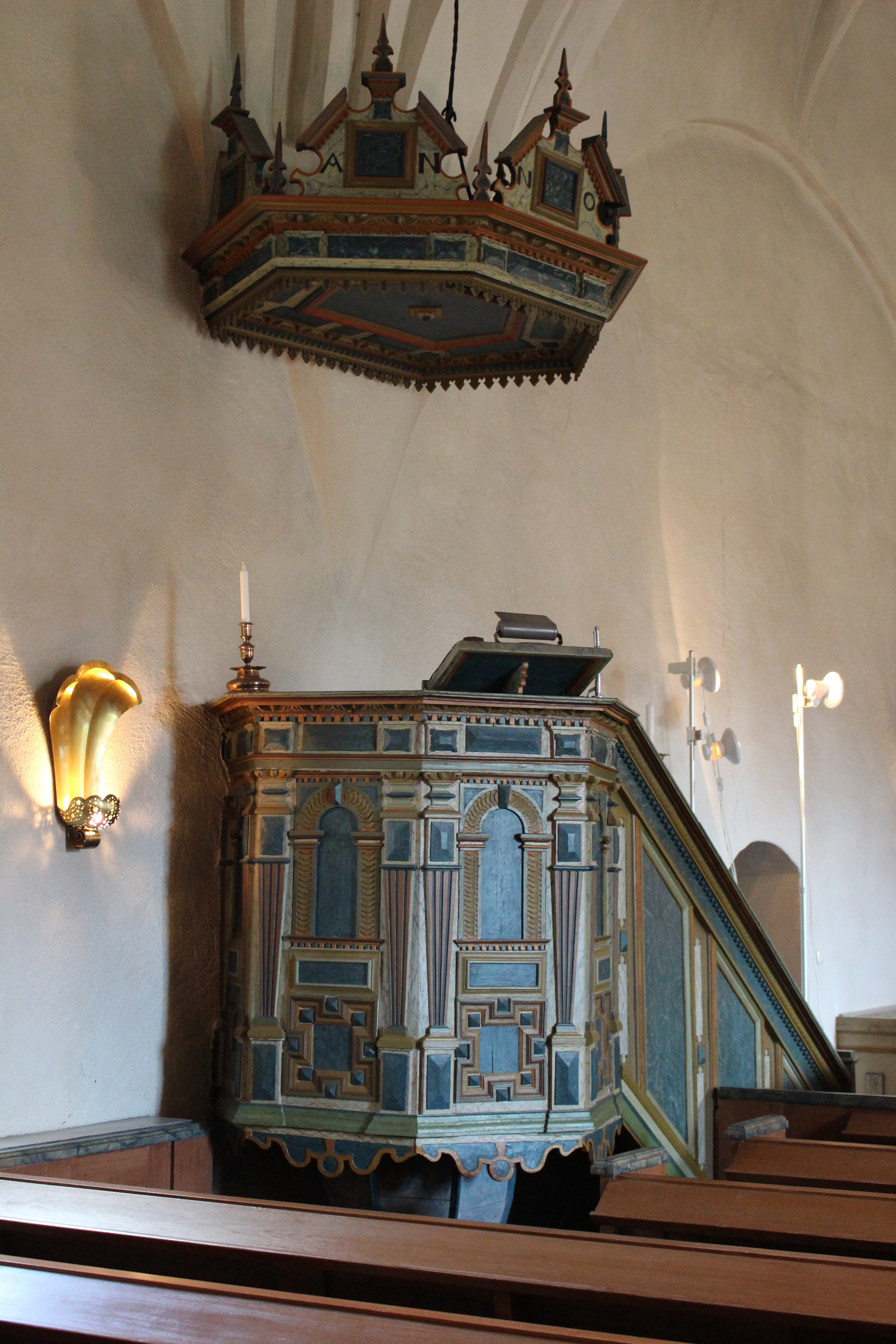
Predikstol
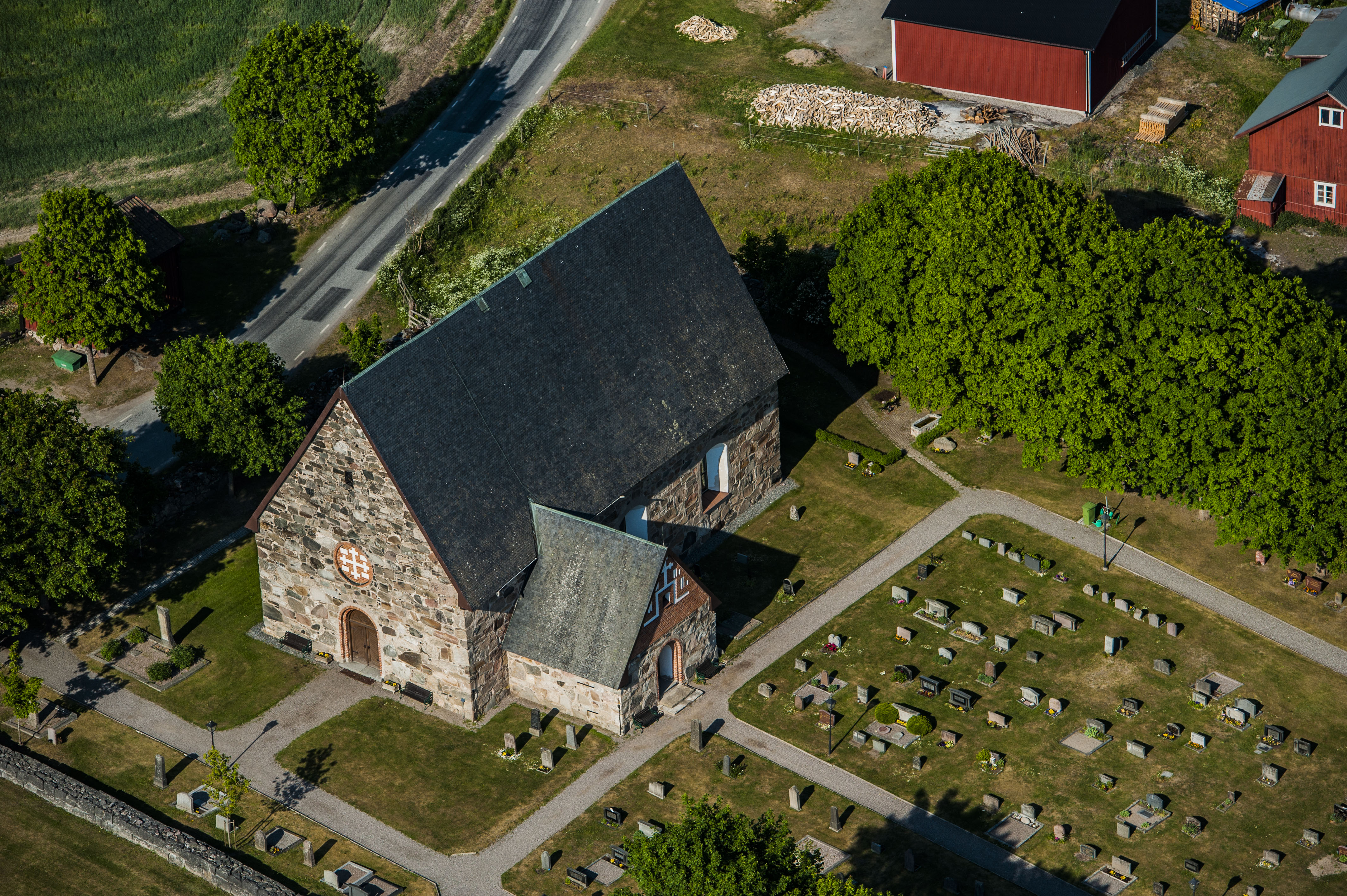
Flygvy
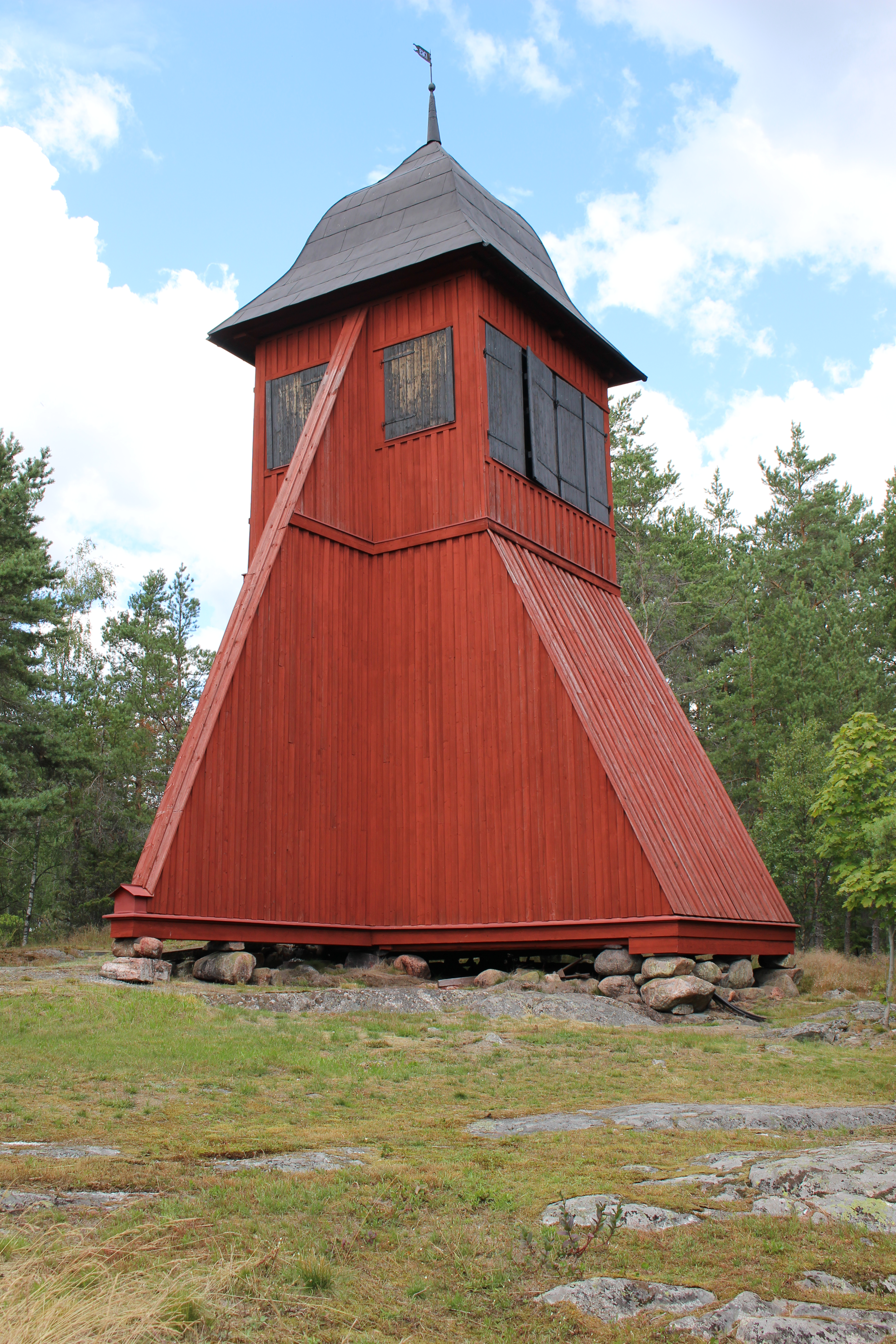
Klockstapeln
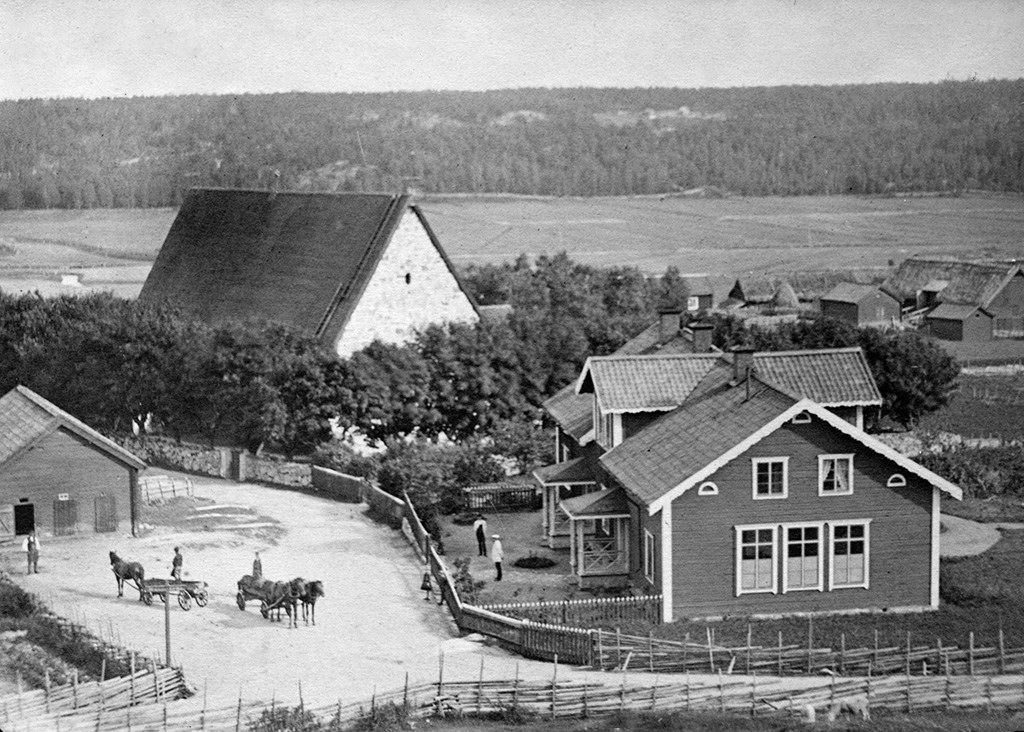
Kårstaby omkring år 1900